# 난중일기 도난 사건
난중일기 도난 사건은, 1967년 12월 31일에 당시 아산의 현충사에서 보관하고 있던 이순신의 《난중일기》가 도난당한 것이 확인되고, 당국의 추적 끝에 사건 발생 10일 만인 1968년 1월 10일에 부산에서 《난중일기》가 회수되기까지의 일련의 소동들을 총칭한다. 

## 전개
1967년 12월 31일 아침 현충사의 숙직인에 의해 아산 현충사 전시관에서 1.5mm 두께의 전시관 철문을 송곳으로 뚫어 너비 7cm, 길이 23cm로 도려내고 다이얼을 맞추어 문을 열고는 내부에 소장하고 있던 《난중일기》 전권과 임진장초 및 충무공서간첩을 훔쳐 달아난 것이 발견되었다. 《난중일기》가 도난당한 것이다. 
사건 접수 이후 온양경찰서는 현충사에 임시수사본부를 마련하고 수사에 착수했고, 사건의 중대성을 감안하여 충남도경이 사건을 직접 지휘하게 되었다. 31일에는 지문채취에 주력했으나 지문은 물론 그 어떤 단서도 발견하지 못하였고 아무런 소득 없이 하루가 지나갔다.
당시 당국은 덕수 이씨 충무공파 직계와 방계간의 다툼에 초점을 맞추어 사건 발생 3일 전 온양에 왔고 사건 전후로 현충사를 자주 드나들었으며 평소 종친회 모임에 참석하지 않다가 12월 중순에 불쑥 나타나 "《난중일기》 한 장만 떼어 팔아도 10만 원" 운운한 적이 있는 서울 거주 이재용(당시 33세, 무직)을 연행하고 일본인으로 사건발생 얼마 전까지 온양을 자주 드나들었던 이와오 기요시(岩尾淸, 당시 27세)의 수배를 내렸다. 도박판에 자주 드나들고 문중 안에서 평판이 좋지 않다는 것 외에 이재용에게서 어떠한 혐의점을 발견할 수 없었으며 그의 자택에서 발견된 4만 원짜리 보증수표도 《난중일기》 도난 사건과 연결지을 접점을 찾을 수 없었다(이와오 기요시도 사건 발생 이틀 전 오전 11시에 출국한 사실이 확인).
휴가로 진해에 있었던 박정희 당시 대통령은 국보가 도난당했다는 소식을 전해 듣고 이후락 당시 비서실장을 통해 "전 수사력을 동원해 범인을 잡으라"는 지시를 전달하고, 1월 8일에는 대통령 본인이 나서서 도난범에 대해 자수를 촉구하는 담화문을 발표했고, 청와대 당국에서도 《난중일기》의 행방을 제보하는 자에 대한 포상과 함께, 범인에게는 "오는 1월 17일까지 자수할 시 책임을 묻지 않을 것을 약속하겠다"는 성명을 내놓기도 했다. 1월 8일 오후 현충사를 방문한 문홍주 당시 문교부장관과 하갑청 당시 문화재관리국장은 경찰의 브리핑을 듣고 "전국에 산재한 개인 소장 국보가 난중일기와 같은 변을 당하지 않기 위해 국가에서 이를 관리할 수 있도록 하는 법을 금년내로 제정토록" 할 것을 발표했고, 같은 날 박보영 당시 치안국 수사2계장이 현충사를 방문한 데 이어, 다음날인 9일에는 치안국장 채원식이 현충사로 내려와, 초동수사의 미스가 원인이라는 분석에 따라 원점에서 다시 수사할 것을 결정했다. 전시관 철문을 부순 방법이 너무 우악스럽고, 아무렇게나 철문을 찢고 일기를 훔쳐서는 기왓장을 떨어뜨려가며 담을 넘어 도망친 범인의 행적을 두고 종친회 내부 인물보다는 단순한 초범자의 소행일 가능성이 제기되기도 했다.

### 《난중일기》 회수
그런데 1월 9일 오전 11시에 부산시경(당시 국장 정석모)에 《난중일기》가 부산 온천동에 있다는 제보가 접수되었다. 제보자는 부산 주민인 박정웅(당시 30세)과 황규하(당시 29세) 두 사람으로, 동래 온천장의 모 다방에서 우연히 국보 운운하는 사람들(제보자 본인과 서로 안면은 있었음)의 이야기를 듣게 된 박정웅은 "요즘 자주 드나드는 수상한 사람들"이라며 아버지가 가리켜 말한 사람들을 수상하게 생각하고 미행, 온천동 시장에서 "이렇게 하면 잡히기 쉽다"고 하는 데서 확신을 얻고, 당시 아버지가 드나들던 복덕방과 같은 사무실을 쓰던 온천표구사 사환 김영선(당시 17세)을 중국집에 데려가 식사를 사주며 표구사 안에 드나드는 사람들 사이에 난중일기 절취와 이동의 사실을 알아내고 부산시경에 신고했다. 부산시경 수사 3계(당시 계장 박유수)는 정오에 표구상 주인 강찬순을 자택에서 검거해 자백을 얻어내고, 이어 4시 20분경 온천동 급행버스정류장에서 범행 주모자인 류근필(당시 37세, 골동품상)을 검거하는데 성공하고, 밤 11시경 인쇄업자 이일환(당시 35세)의 사촌형 이영환의 집 연탄창고에서 《난중일기》를 회수하는데 성공한다.
경찰 조사 결과 범행을 주동한 류근필은 이미 1966년에 통도사에서 동은사마법병을 훔쳐내 재벌 이 모씨에게 팔아넘긴 혐의로 9개월 징역형을 살고 나온 적이 있는 전과자였고, 출소 후 온천동의 모 다방에서 사기전과자 이남출(당시 30세), 정선찬(당시 35세)과 함께 "일본에 《난중일기》를 가지고 가면 천만 원을 받을 수 있다"며 범행을 제의했으며, 이남출과 정선찬 두 사람은 범행 6일 전인 12월 24일에 현충사에 방문해 현지답사를 하는 등 치밀하게 사전 계획을 세운 사실도 확인되었다. 1월 11일에 피의자들을 동반해 현장검증이 이루어졌는데, 범행 시간은 40분도 걸리지 않았으며 훔쳐낸 난중일기는 온천동의 류근필 자택에서 강찬순의 표구상으로, 부전동의 박훈태(당시 33세, 인쇄업자) 자택에 맡겼다가 다시 부민동 3가 57번지의 이일환의 집에 맡겨두었는데 그 사이 이즈하라를 오가는 외항선원들을 매수하느라 많은 돈을 뿌린 사실도 확인되었다.
《난중일기》 도난 사건의 죄를 물어, 특수절도 및 문화재보호법 등 위반 등의 죄목으로 주모자 류근필을 포함, 이남출, 강찬순, 허세조(당시 46세, 골동품상), 박훈태, 이일환 등 여섯 명이 검거되었고, 무직에 주거지가 정해져 있지 않아 도주한 뒤 수배령이 내려진 정선찬은 1월 13일 아침 7시경, 금정산 금강공원 중턱에서 변사체로 발견되었다. 사인은 극약을 탄 사이다를 통한 음독자살로 부검 결과 밝혀졌고, 사체가 발견되기 전날 금정산의 복수암으로 친형을 찾아가 "자수하던지 아니면 자살하겠다"며 2백 원을 받아간 것을 확인하였다. 범행 구상 단계에서 현충사까지 사전 조사를 왔다가 포기하고 물러나, 1월 9일에 청와대 민정비서관실에 범인의 신상을 제보한 김세명(당시 32세)은 특별히 사면되었다. 박정웅과 황규하, 김세명 등 제보자 세 사람에게는 박정희 당시 대통령의 금일봉 포상이 주어졌고, 부산시경 수사과 3계 김문오 경사(당시 43세)와 문종황(당시 42세), 이장길(당시 30세), 동래서 송중학, 박재평(당시 33세) 순경에 대해서도 1계급 특진과 함께 표창장이 주어졌다. 박정웅에게 범인들의 행적을 알린 표구사 사환 김영선에게도 1월 12일에 대통령의 금일봉이 전달되었고, 동래경찰서의 사환으로 특채되었다.
《난중일기》 도난과 수사, 범인 검거까지의 시간은 길지 않았지만, 경찰의 수사 태도가 언론에 의해 질타를 받았다. 1968년 1월 5일의 경찰의 1차 현장검증에서 사건 당일 현충사 숙직원이 순찰을 제대로 돌지 않았고, 범인이 현충사 뒤쪽 철망을 절단하고 도주한 사실을 확인했지만, 범행추정시간인 30일 오후 4시 30분에서 31일 오전 7시 사이의 시간과 신고된 시간 사이에 틈이 너무 길었던 탓에 초동수사가 미흡했다는 언론의 비판을 받았다. 1월 8일의 2차 현장검증에서 경찰은 범행도구로 쓰인 뒤 버려졌을 도구들을 찾아 현충사 주변에서 탐색을 벌였지만 찾지 못했다. 또한 수사 초기 경찰이 유력 용의자로 보아 체포했던 이재용은 연행 이틀만인 1968년 1월 6일에 알리바이가 확인되어 방면되었지만, 이틀 뒤 경찰은 다시 이재용을 사기 및 도박 등의 혐의로 구속시키고, 성역(현충사) 경내의 고사목 벌채 문제로 현충사 관리사무소와 감정이 좋지 않았던 동생 이재천(당시 30세)도 산림법 위반으로 연행하여 무리하게 자백을 강요했다.
애초에 경찰은 덕수 이씨 충무공파 문중 내부의 감정대립이 사건의 원인이라 단정한 채 종친 관계에 집중해 수사를 행했지만, 제자리걸음만 반복하며 수사는 난항을 겪었다. 또한 범인이 검거된 뒤 풀려난 이재용은 "누명을 벗어 기쁘기는 하지만, 하마터면 경찰의 육감수사에 희생될 뻔 했다" 고, 확실한 증거 없이 심증만으로 수사를 강행한 당시 경찰의 터무니없는 수사 태도를 질책하기도 했다. 《난중일기》가 발견된 곳이 이영환의 집이고 이영환이 범행 가담자 이일환과 사촌간이자 당시 부산지검 밀양지청 입회서기였다는 점에서 고위 관료가 이 사건의 배후에 연루되어 있는 게 아니냐는 의혹이 일었으나 조사 결과 배후가 따로 있는 것은 아니었다고 경찰은 발표했다.
류근필 등 피의자 6인은 1월 16일 대전지검 천안지청으로 이송, 구속송치되었고, 21일 오전에 대전지법 천안지원에서 열린 재판(당시 판사 최영도)에서 주모자 류근필에게 징역 5년이 선고되었다. 이남출은 징역 3년, 강찬순은 2년의 징역이 선고되었고, 박훈태는 1년 6개월에 3년 집행유예, 이일환은 10개월 징역에 집행유예 2년이 선고되었는데 류근필 등 3인은 항소했고 이는 한 번 기각되었지만, 8월 31일에 열린 항소심에서 대전법원 형사항소부(당시 재판장 최병규)는 주모자 류근필에게 원심 판결을 깨고 형량을 대폭 감한 징역 10개월을 선고했다. 한편 주모자 류근필이 골동품중개상이자 역사학도로써 동국대 사학과를 졸업했다는 루머가 퍼지면서 동국대측이 나서서 "해당 인물은 본교 졸업은커녕 입학조차 한 사실이 없다"고 해명하기도 했다.
회수된 직후 《난중일기》는 부산대학교에 보관 중이던 영인본과 비교 대조 중에 서간첩 6장 세 통이 빠진 것이 확인되었고, 2월 3일에 강찬순의 집에서 발견되었는데, 강찬순이 범행 과정에서 빼돌린 것을 강찬순이 검거된 뒤, 강찬순의 부인이 후환이 두려워 태워버리려 했으나 소각 직전에 모두 간신히 수습되었다. 서울의 국립박물관으로 옮길 것에 대해 덕수 이씨 충무공파 문중의 임원 30명은 결사반대하며 되찾은 《난중일기》를 아예 창고에 넣고 봉해버리기도 했다. 국보가 국외로 유출될 뻔한 사태를 겪고 난 뒤, 대통령 지시로 5백 부가 영인되어 전국 공공도서관 및 박물관으로 보내졌으며 원본 열람 자체가 금지되었다.

## 영향
박정희 정권의 상징정치에서 충무공 이순신에 대한 기념사업은 늘 중심을 차지하고 있었다. 1962년 집권과 동시에 박정희는 충무공 기념을 본격화하여 매우 중요한 국책사업으로 만들었고, 그 결과 충무공 기념사업은 다수의 국가기관이 결합하여 진행하는 스펙타클한 국가 프로젝트가 되었다. 당시로서는 유래 없는 이같은 국책사업은 그 자체로 장관이었고, 대중매체를 통해 홍보 및 보도되면서 이순신은 그 누구보다도 중요한 역사인물로 인식되어가고 있었다.
난중일기 도난 사건은 그러한 충무공 기념문화의 국가화 ⋅ 체계화가 일단락되어가는 상황 한복판에서 발생한 사건이었고, 그만큼 사건이 사회에 가져온 충격 또한 컸을 뿐 아니라, 이같은 박정희 정권의 '이순신 기념 문화 일정' 한가운데서 충무공 이순신이라는 인물을 새삼 국민들에게 각인시키고 이순신 기념 사업의 정당성을 확보한 사건이었다. 국가는 이를 계기로 충무공 기념사업을 강력하게 추진할 명분과 근거를 확보하였고 여기에 정권의 기획과 이념을 부착시킴으로써 대중을 동원할 기반을 마련하였다. 
이는 충무공파 종중과의 갈등 해결에서 바로 나타났다. 충무공파 종중은 대대로 현충사 주변에 거주하면서 농사를 짓고 있었는데, 현충사 성역화 과정에서 이들을 외부로 이전시키는 문제가 발생했고, 이 과정에서 충무공파 종중은 현실에 맞지 않는 보상을 받으면서 거주지와 농경지를 포기해야만 했고, 현충사관리소가 설치 운영되면서 이전과 다르게 자신들의 삶이 제약받게 되었다. 특히 충무공 유물의 관리권 이양 문제로 충돌하면서 앙금이 쌓여있던 상황에 더해 국가 차원의 충무공 기념이 본격화되면서 유물의 가치가 급상승했고, 그에 따라 이순신의 유물은 후손들에게는 '고가의 재산'으로도 인식되기 시작했다. 
난중일기 도난 사건의 초기 수사과정에서 경찰이 주목한 점은 바로 이같은 내력이었고 그에 따라 종가와 충무공 후손을 범죄선상에 올려놓고 수사를 진행할 수밖에 없었으며, 한때 용의자로 몰려 가택수색, 구속, 자백 강요까지 받았던 종친들은 사건이 해결되면서 자연히 누명을 벗어나게 되었다. 도난사건 이후 수사가 확대되고 국민적 관심이 폭발하며 더욱이 대통령이 직접 나서는 상황을 지켜
보면서 충무공파 종중은 《난중일기》 도난 사건에 자신들이 어떤 식으로든 난중일기 도난의 책임이 있는 '죄인'으로 몰릴 수 있다는 불안에 빠졌으며, 아울러 1968년 4월 20일 충무공탄신제전에 참여했던 박정희 대통령이 종친 이응렬의 집에 직접 방문하여 후손들과 다과를 나누면서 협조를 당부하면서 보상 역시 약속하였고, 현충사 성역화 과정에서 계속 걸림돌이었던 종중과의 갈등이 일사천리로 제거되면서 현충사와 충무공 유물의 국가화를 명확하게 진행할 수 있었고 종중의 불만 역시 그대로 가라앉게 된다. 
사건 해결 이후, 《난중일기》의 회수 및 귀환 과정도 그 자체로 웅장하고 스펙타클한 국가 기획이어서 교육 효과를 발생시켰다. 당시로서는 파격적이게도 군용헬기를 동원하여 《난중일기》를 부산에서 청와대까지 공수하고, 이렇게 운반된 《난중일기》는 대통령이 직접 받아 주무부처장인 문교부 장관에게 전달되었다. 문교부 장관은 《난중일기》를 덕수궁미술관에 전시하여 대중들에게 공개하였고, 이같은 퍼포먼스와 전시는 국민들을 향해 난중일기가 가장 중요한 유물 중 하나이며 또한 전 국민의 정전(正典)이라고 지시하는 일이나 마찬가지였다.
또한 박정희 대통령이 《난중일기》의 영인본 제작과 배포를 지시하면서 학술연구를 주문하였는데 이는 《난중일기》의 학술적 연구뿐만 아니라 《난중일기》 번역본의 출간으로 이어졌고, 이를 통해 《난중일기》를 기반으로 하는 다양한 대중문화 콘텐츠 생산의 기반이 마련되기 시작했다. 그리고 이는 대중적 관심과 공감을 새삼 얻으면서 난중일기에 대한 독서가 다양한 차원에서 장려되었다. 이제 난중일기는 단순히 학술적 관심사를 넘어서 '국민의 교양'으로 변화하는 단계에 이르게 되었다. 민족중흥의 사명을 부여받은 국민들은 《난중일기》를 읽으면서 국가의 위기 앞에 홀로 구국의 신념을 불태운 충무공의 삶과 정신을 체현해야만 했다. 난중일기는 역사적 문화재적 가치를 넘어서 이제 민족국가의 국민 필독서로 정전화 되기 시작했다. 난중일기 도난사건은 《난중일기》가 민족문화의 정수이자 국민국가의 정전으로 자리매김하는 직접적인 계기가 된 셈이다.
《난중일기》 도난 사건을 계기로 당시 한국의 부실한 문화재 관리 상황 역시 부각되었다. 문화재의 열악한 관리 실태와 문화재에 대한 대중의 인식 수준이 연일 언론의 도마에 오르고 그간 일상에서 접하기 힘들었던 문화재 전문가의 인터뷰가 보도되면서 현장의 생생한 목소리와 지식이 전달되었다. 이를 통해 문화유산의 중요성이 새삼 부각되었고, '문화재의 보존과 관리'라는 전문 영역이 국민들에게 서서히 알려지게 되었다. 민족문화의 보고로서 문화재 담론이 확산되는 상황에서 문화재 관리에 대한 국가의 역할과 국민 인식의 변화를 촉구하는 여론이 형성되고, 이와 함께 해외의 우수한 문화재 관리방안들이 '대조 사례'로써 언론에 소개되면서, 선진국의 문화재 관리 이미지를 그려주어 당시 정권이 지향하던 슬로건인 '조국 근대화'의 미래상인 선진국의 실태를 상상하도록 만들어 문화재 관리에 대해 적극적 시각을 국가와 대중이 갖도록 자극하였다. 그리고 이는 정부 차원의 사유지정문화재의 관리실태 조사와 부실시 정부 위탁관리 및 보안 대책 마련 강구로 이어져, 필요시 주요 문화재의 관리가 행정명령으로 국가관리로 전환될 수 있다는 내용과 문화재 도굴 및 밀매 미수의 처벌을 벌금형에서 체형으로 대폭 강화한다는 내용을 골자로 하는 문화재보호법 개정안이 1968년 6월 국회를 통과하였다. 
문화재 밀집지역에 사유문화재 보관창고와 중요문화재 지하대피
소를 건설하여 전시와 도난방지 및 국가 비상시의 대처에 활용하고, 문화재 국외반출 방지를 위해 공항에 문화재감정관실을 설치하여 운영하는 제도 정비에 더해, 문화재의 보존ㆍ복원을 위한 문화재 보존과학에 대한 정부 차원의 관심도 증가하였다. 1969년 11월 대통령령 제4203호를 통해 문화재관리국 문화재연구실이 설치되었다. 